# NGC 7563
NGC 7563 (również PGC 70872 lub UGC 12465) – galaktyka spiralna z poprzeczką (SBa), znajdująca się w gwiazdozbiorze Pegaza. Odkrył ją William Herschel 19 października 1784 roku. Jest to galaktyka z aktywnym jądrem typu LINER.